# Maryści

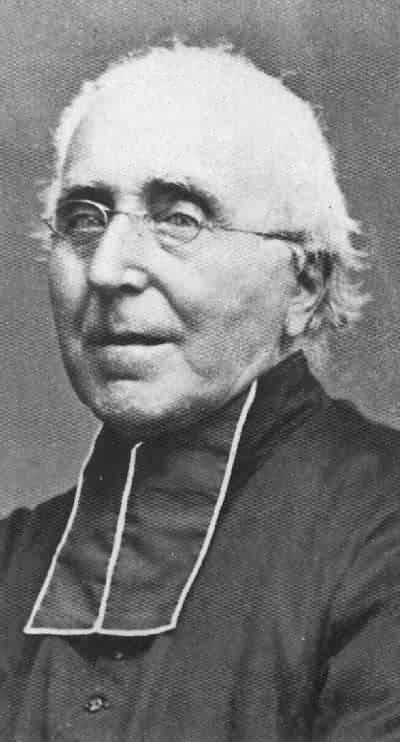
o. Jean-Claude Colin SM

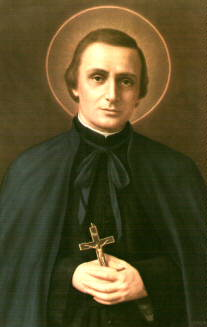
św. Piotr Chanel SM

Maryści, Towarzystwo Maryi (łac. Societas Mariæ) – katolickie zgromadzenie zakonne założone w 23 lipca 1816 przez Jeana-Clauda Colina. Istnieją gałęzie męska, żeńska i świecka. Jego celem jest wychowywanie młodzieży w szkołach i w seminariach duchownych oraz misje, głównie w Oceanii.
Towarzystwo Maryi dało Kościołowi 1 kardynała, 11 arcybiskupów i 54 biskupów. Obecnie maryści piastują urząd biskupa w Nowej Kaledonii, Vanuatu, Wielkiej Brytanii, Wallis i Futunie, Wyspach Salomona, Wyspach Cooka, Stanach Zjednoczonych i Nowej Zelandii.
Główna siedziba marystów mieści się w Villa S. Maria w Rzymie, przy via Alessandro Poerio 63.
Nie mylić ze Zgromadzeniem Misjonarzy Towarzystwa Maryi (montfortanie) lub Towarzystwem Maryi (marianistami), które również używa tego samego skrótu zakonnego.

## Powstanie
23 lipca 1816 w Lyonie dwunastu neoprezbiterów, wśród nich Jean-Claude Colin, przysięgło oddać swoje życie służbie innym w duchu Maryi. Za założyciela zgromadzenia uznaje się ks. Colina, który w 1822 wydał konstytucje marystów i 9 marca 1822 uzyskał w Stolicy Apostolskiej decretum laudis. Jako pierwszą misję maryści otrzymali głęboką prowincję diecezji Belley we Francji.
29 kwietnia 1836 papież Grzegorz XVI zaaprobował zgromadzenie. Ks. Colin został mianowany pierwszym przełożonym generalnym. W 1850 kanonicznie ustanowiona została świecka gałąź marystów. W 1873 Stolica Apostolska zatwierdziła konstytucję Towarzystwa Maryi.

## Przełożeni generalni
- 1836–1854 – o. Jean-Claude Colin SM (Francuz)
- 1854–1885 – o. Julien Favre SM
- 1886–1905 – o. Antoine Martin SM
- 1905–1922 – o. Jean-Claude Raffin SM
- 1923–1947 – o. Ernest Rieu SM
- 1947–1961 – o. Alcime Cyr SM (Amerykanin)
- 1961–1969 – o. Joseph Buckley SM (Amerykanin)
- 1969–1977 – o. Roger Dumortier SM (Francuz)
- 1977–1985 – o. Bernard Ryan SM (Nowozelandczyk)
- 1985–1993 – o. John Jago SM (Australijczyk)
- 1993–2001 – o. Joaquín Fernández Viejo SM (Hiszpan)
- 2001–2009 – o. Jan Hulshof SM (Holender)
- od 2009 – o. John Hannan SM (Irlandczyk)

## Prowincje
- prowincja amerykańska
- prowincja australijska
- prowincja europejska
  - region Francji
  - region Irlandii
  - region Niemiec
  - region Norwegii
  - region Włoch
- prowincja kanadyjska
- prowincja nowozelandzka
- prowincja Oceanii
- dystrykt Afryki
- dystrykt Azji
- dystrykt Brazylii[4]

## Znani maryści
- św. Piotr Chanel SM – misjonarz i męczennik
- kard. Pio Taofinuʻu SM – arcybiskup Samoa-Apia